# Cuộc tấn công của Lữ đoàn Kỵ binh nhẹ
Cuộc tấn công của Lữ đoàn Khinh Kỵ binh là cuộc tiến công của lực lượng Kỵ binh Anh vào Pháo binh Nga ở trận Balaclava vào năm 1855 trong Chiến tranh Krym. Cuộc tấn công này kéo dài khoảng 20 phút, và theo Bộ Tham mưu của Raglan, khoảng 678 lính Lữ đoàn Kỵ binh nhẹ quân Anh phải chống nhau với 25.000 quân Nga được bố phòng vững chắc. Biến cố này thể hiện lòng dũng cảm và nề nếp kỷ cương cao của những người lính Anh, nhưng đồng thời là một sai lầm lớn của bộ tư lệnh quân Anh trong cuộc chiến. Được xem là một tấn bi kịch điển hình của tấn công trực diện, cuộc tiến công này cũng vạch ra sự yếu kém về liên lạc của Quân đội Anh hồi ấy. Cho dù cuộc tiến công này đã nâng cao tiếng tăm của Lữ đoàn Khinh Kỵ binh Anh, biến cố này cũng được cho là một biểu hiện của sự ngu xuẩn của chiến tranh. Cuộc tiến công này góp phần không nhỏ vào việc định hình trận Balaclava nói riêng và cuộc Chiến tranh Krym đẫm máu nói chung vào lịch sử.
Biến cố này xuất pháp từ việc Tư lệnh quân Anh là Đại tướng Fitzroy James Somerset, Nam tước thứ nhất của Raglan nhận thấy quân Nga đang di dời các cỗ pháo của quân Ottoman tại cao điểm Causeway - nơi mà quân Nga đã chiếm được từ tay quân Ottoman trong trận Balaclava, và quyết tâm phải ngăn chặn điều ấy. Ông liền ra lệnh cho Trung tướng George Bingham, Bá tước thứ ba của Lucan, phải đem Kỵ binh đến ngăn quân Nga mang các hỏa pháo đi. Nhưng từ sở chỉ huy của mình, Lucan lại không thấy cao điểm Causeway - điều mà Raglan không lượng trước, thay vì đó ông nghĩ rằng Raglan muốn đánh tràn qua thung lũng phía Bắc - nơi quân Kỵ binh Anh dễ dàng làm mồi cho Pháo binh Nga. Lucan biết rằng điều này là không thể, nhưng người báo lệnh cấp trên cho ông là Đại úy Lewis Edward Nolan lại khăng khăng buộc Lucan tuân lệnh. Lucan lại hạ lệnh cho thuộc cấp là Chuẩn tướng James Brudenell, Bá tước thứ 7 của Cardigan phải tiến công ngay theo ý nghĩ của ông, cho dù Cardigan cũng nhận thấy hậu quả của một cuộc tấn công trực diện. Những rắc rối này thể hiện sự hỗn loạn nghiêm trọng trong Bộ Chỉ huy Quân đội Anh, với tầm nhìn hẹp hòi của Lucan và Cardigan về quân lệnh của Raglan. Bất chấp mọi thứ, Lữ đoàn Kỵ binh nhẹ đã sẵn sàng xung phong. Dù họ biết rằng các chỉ huy của họ đã nhầm lẫn, những người lính vẫn tuân thủ thượng lệnh. Vốn không ưa gì Lucan, Nolan liền xông pha và ông là một trong những tử sĩ đầu tiên của cuộc tiến công này. Lính Pháo binh và Pháo thủ Nga bắn nã ác liệt từ nhiều phía, gây thiệt hại nặng nề cho Lữ đoàn Kỵ binh nhẹ.
Trong cuộc pháo kích ấy, quân Nga đã lỡ tay tàn sát một vài Kỵ binh của mình, khiến quân Kỵ binh Nga phải lui về phía sau. Song, trước sự bất ngờ của quân Nga, một vài Kỵ binh Anh đã tiếp cận với Pháo binh Nga. Để báo thù cho các đồng đội của mình, họ xuyên suốt và thảm sát đối phương. Họ thậm chí đã đánh bật đội Kỵ binh Cossack Nga. Với sức tàn sát khủng khiếp, cứ đi đến đâu, họ giết đến đấy,, khiến cho quân Nga bị phân rã. Khi quân Nga được tăng viện, những người lính Kỵ binh nhẹ đã tập kết lại và rút về. Nhiều binh sĩ đã lập chiến công trong cuộc tháo lui này và quân Kỵ binh Pháp cũng ồ ạt tiến công, gây tổn thất lớn cho quân Nga. Cuộc tấn công này được xem là một biểu hiện cho lòng can trường của Kỵ binh Pháp, nhưng thực ra quân Kỵ binh Nga cũng đã rã rời với cuộc tiến công của Lữ đoàn Kỵ binh nhẹ của Anh. Lữ đoàn Trọng Kỵ binh Anh cũng cứu viện. Lữ đoàn Kỵ binh nhẹ gần như là bị tiêu diệt, trong khi quân Nga cũng chịu tổn hại không nhỏ. Nhiều ngựa chiến đã chết và chỉ dưới 200 tàn binh Anh trở về căn cứ, mà không thể đạt được mục tiêu lớn nào. Vì cái gía rất đắt của nó, cuộc tấn công hào hùng của họ đã được xem một dạng chiến thắng kiểu Pyrros. Quân Nga vẫn giữ được cao điểm Causeway. Song, tướng Cardigan coi trách nhiệm chỉ huy chiến trận của ông đã hoàn tất, và ông là người đầu tiên trở về căn cứ. Trận Balaclava đã kết thúc bất phân thắng bại. Hình ảnh những người lính Lữ đoàn Kỵ binh nhẹ Anh hăng hái xông pha mà không sợ cái chết trong cuộc tấn công này, đã được khắc họa qua truyện thơ nổi tiếng cùng tên của nhà thơ Anh Quốc Alfred, Huân tước Tennyson được nhiều người mến mộ. Sự gắn bó của cuộc tấn công này với thơ ca đã góp phần khiến cho nó ám ảnh sâu nặng vào tâm trí của dư luận Anh Quốc, khác với chiến công hiển hách của Lữ đoàn Kỵ binh nặng tại Balaclava.